# Települési törvény (geológia)

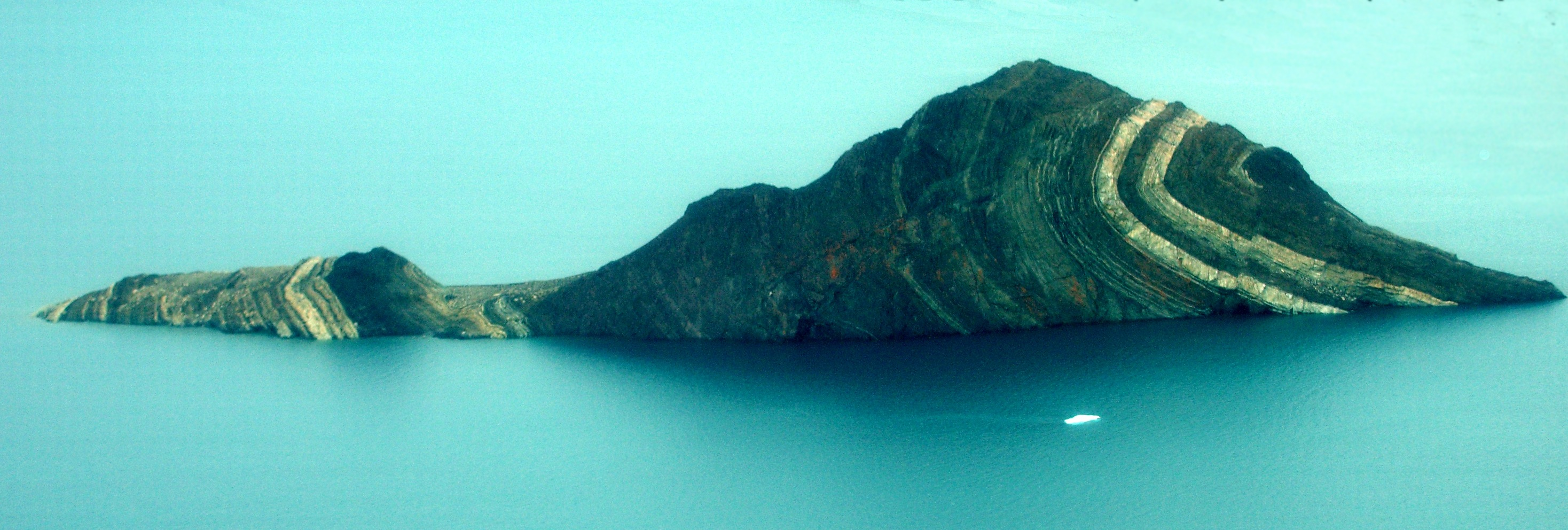
Meggyűrt, átbuktatott rétegek Grönland keleti partjainál

A települési törvény a földtan tudományában az üledékes rétegek egymásra településének alapelvét mondja ki. Eszerint egy adott kőzetréteg alatt idősebb, felette pedig fiatalabb réteg található. Ha ez bizonyíthatóan fordítva van, akkor a rétegek átbuktatott helyzetben vannak. A települési törvény terepen is jól alkalmazható gyakorlati módszere a geológusoknak.
A települési törvényt Nicolaus Steno dán természettudós fogalmazta meg 1669-ben. Tanulmányában a rétegtan több alapelvét, így az eredeti vízszintesség törvényét és a laterális folytonosság elvét is lejegyezte.
Az eredeti vertikális irányok, azaz a „kőbe zárt fent és lent” meghatározására közvetlen és közvetett módszerek állnak a kutatók rendelkezésére.
- Közvetlen módszerrel a rétegegek abszolút, vagy relatív korát közvetlenül a kőzetből vett minta alapján határozzuk meg. Ezzel a rétegtan tudományágai közül a kronosztratigráfia és a biosztratigráfia foglalkozik. Két egymás feletti réteg képződési  korát (abszolút kor), vagy a bennük található ősmaradványok egymáshoz viszonyított (relatív) korát összehasonlítva megállapítható, hogy melyik keletkezett előbb.
- Közvetett módszerek segítségével az üledékes rétegekben megőrződött belső rétegszerkezetekkel, illetve a rétegfelszíneken található talpjegyekkel határozhatók meg az eredeti (rétegképződés idején rögzült) függőleges irányok. Közvetett módszerekkel a szedimentológusok a ma képződő üledékek megfigyelésével következtetnek az üledékes kőzetek egykori kialakulási környezetére és folyamataira.

## Lásd még
Sztanó O., Palotai M., Mindszenty A.: Megfigyelések és mérések a földtanban